# Salix oreinoma
Salix oreinoma är en videväxtart som beskrevs av Camillo Karl Schneider. Salix oreinoma ingår i släktet viden, och familjen videväxter. Inga underarter finns listade i Catalogue of Life.